# Иванов, Юрий Александрович (учёный)
Юрий Александрович Иванов (род. 10 октября 1929, Ярославль — 2010) — советский и российский учёный-океанолог, лауреат премии имени С. О. Макарова (1999), заслуженный деятель науки Российской Федерации (2001).

## Биография
Родился в 1929 году в Ярославле в семье служащих.
В 1947 году поступил на физический факультет Ленинградского государственного университета, а через два года перешел в Высшее инженерное морское училище имени С. О. Макарова, которое окончил в 1954 году.
После окончания ВУЗа был направлен на работу в Институт океанологии АН СССР, начав с младшего научного сотрудника Отдела физической океанографии до заведующего Лабораторией гидрологических процессов.
Участник 16 морских экспедиций, в которых изучал структуру и динамику синоптических и фронтальных вихрей, вихрей верхнего слоя, внутритермоклинных линз, нестационарных струйных течений и фронтальных зон.
В 1960 году — защитил кандидатскую диссертацию, тема: «Циркуляция вод Индийского сектора Антарктики», в которой впервые обобщены сведения о течениях крупного района Южного океана по данных первых САЭ и другой доступной информации.
С 1962 по 1964 годы — работал в Атлантическом отделении Института океанологии в Калининграде, а затем — в Москве, где возглавил отдел крупномасштабного взаимодействия океана и атмосферы Института океанологии.
В 1979 году — защитил докторскую диссертацию, тема: «Исследование крупномасштабной структуры и синоптической изменчивости гидрофизических полей океана», которая была опубликована в виде монографии (1981).

## Научная деятельность
Основные направления научной деятельности связаны с экспериментальными и модельными исследованиями гидрофизических процессов в океане.
Большой цикл работ посвящен изучению циркуляции вод и фронтальных зон Антарктики. На основе экспериментальных исследований советских антарктических экспедиций и других данных были описаны средний расход и сезонные вариации, положение фронтальных зон в различные сезоны. На основе гидродинамического моделирования показано, что изменение горизонтальной структуры течения и перемещение по широте фронтальных зон обусловлено сезонным сдвигом системы квазизональной атмосферной циркуляции. По результатам моделирования установлено также, что рельеф дна является основным фактором, влияющим на отклонения от зональности Антарктического циркумполярного течения.
Крупный вклад внесен в изучение процессов формирования крупномасштабной структуры гидрофизических полей океана. Разработана двухкомпонентная нелинейная модель, на основе которой впервые были получены главные особенности распределения температуры, солености и плотности, наблюдаемых в реальном океане: рельеф термо-хало-пикноклина (подъем в районе экватора и заглубление в средних широтах), теплый глубинный слой в полярных широтах, промежуточный минимум солености в умеренных широтах. Разработан новый подход в моделировании процессов в верхнем деятельном слое океана. В предложенной дифференциально-параметрической модели процессы турбулентности и конвекции осуществляются путем введения двух предельных режимов, выбор которых определяется состоянием системы на каждом временном шаге.
Серия работ посвящена модельным исследованиям гидродинамической неустойчивости основных океанских течений и волн Россби. Показано, что существование в океане узкого диапазона масштабов энергонесущих возмущений объясняется взаимодействием волн Россби, в результате которого широкий спектр волн деформируется, образуя энергонесущий пик синоптических масштабов.
Принципиально новые результаты получены Ю. А. Ивановым при изучении реакции океана на возмущения тангенциального напряжения ветра. В рамках вихреразрушающих двухмерных и трехмерных нелинейных моделей показано, что нестационарный ветер вызывает в океане значительные вариации расходов струйных течений, их меандрирование, генерацию вихрей, волн Россби, преобразующихся вследствие нелинейности в вихри открытого океана, захват фронтальных вихрей и вихрей открытого океана западным пограничным течением.
Автор более 130 научных работ.

## Награды и звания
- Государственная премия СССР в области науки и техники (в составе группы учёных, за 1970 год) — за экспериментальные и теоретические исследования течения Ломоносова и системы пограничных течений тропической Атлантики;
- Премия имени С. О. Макарова (1999) — за цикл работ по изучению климата океана и процессов нестационарного взаимодействия океана и атмосферы;
- Заслуженный деятель науки Российской Федерации (2001)[5].